# Independente Esporte Clube
L'Independente Esporte Clube és un club de futbol brasiler de la ciutat de Santana a l'estat d'Amapá.

## Història
El club va néixer el 19 de gener de 1962. En la seva història destaquen cinc títols guanyats al campionat amapaense els anys 1982, 1983, 1989, 1995 i 2001.

## Palmarès
- Campionat amapaense:
  - 1982, 1983, 1989, 1995, 2001

## Estadi
L'Independente Esporte Clube juga els seus partits a l'Estadi Antônio Vilela, anomenat Vilelão. L'estadi té una capacitat per a 5.000 espectadors.